# Calliphoridae
 (mai 2010).
Si vous disposez d'ouvrages ou d'articles de référence ou si vous connaissez des sites web de qualité traitant du thème abordé ici, merci de compléter l'article en donnant les références utiles à sa vérifiabilité et en les liant à la section « Notes et références ».
Famille
Sous-familles de rang inférieur
- Calliphorinae
  - Angioneurini
  - Calliphorini
- Fainiinae
- Luciliinae
- Polleniinae
- Chrysomyiinae
- Phormiinae
- Rhiniinae
- Stomorhiniinae

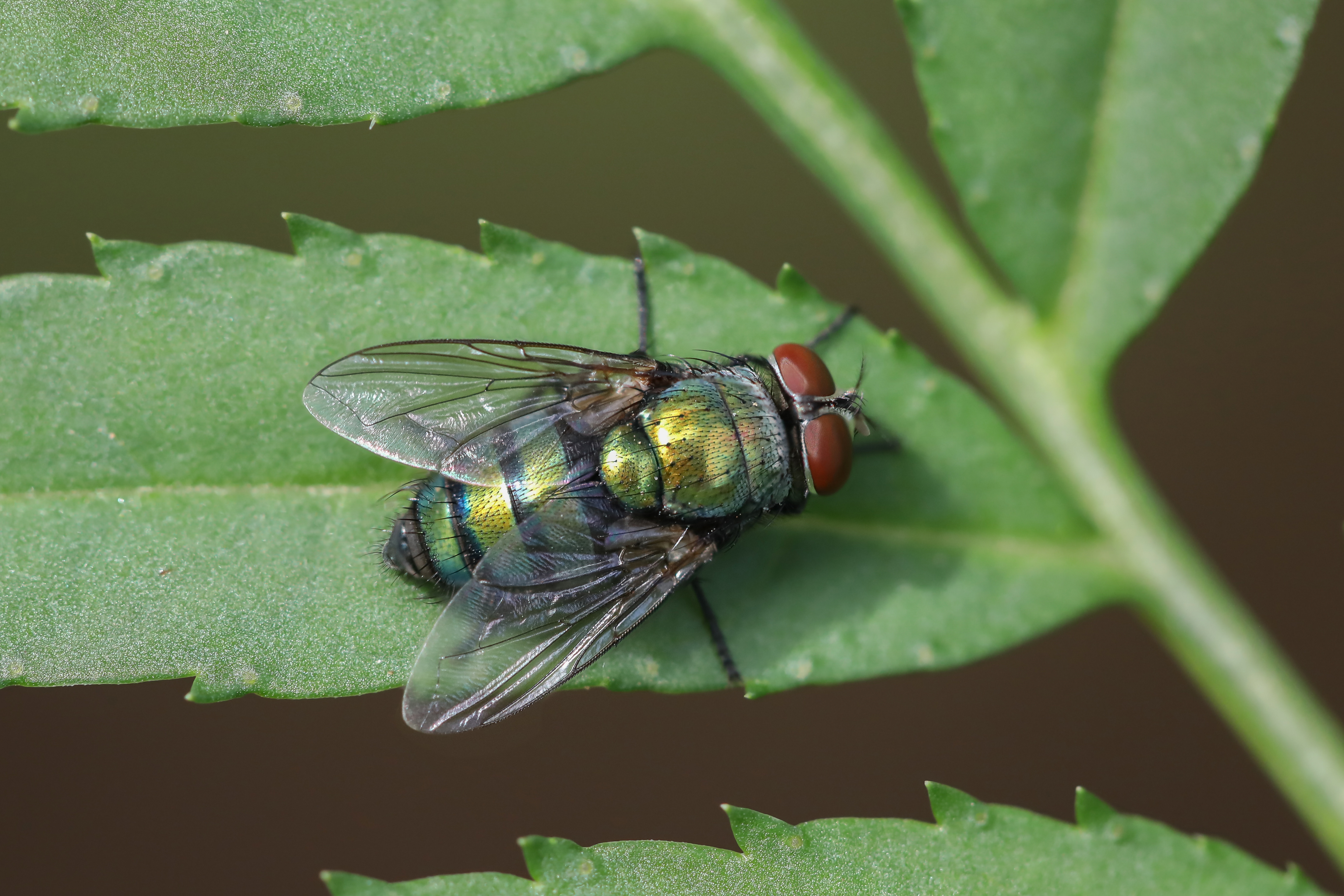
Vue en gros plan Calliphoridae chrysomya (mouche verte), mâle, à Si Phan Don, Laos.

Les Calliphoridae communément surnommées « mouches vertes et bleues » sont une famille de diptères brachycères calyptères ayant l'aspect de mouches aux couleurs métalliques. Si la majorité sont coprophages et nécrophages, certaines espèces ont une importance médicale ou vétérinaire car génératrices de myiases.

## Morphologie
Les Calliphoridae sont des mouches au corps robuste d’une taille de 4 à 16 mm aux couleurs métalliques bleu noir, bleu-violet, bleu-vert ou vert pour l’essentiel des espèces. Les genres Cordylobia et Auchmeromyia sont par contre de couleur jaunâtre ou brunâtre non métalliques. 
Chez l'adulte, au niveau du thorax, le mésonotum présente quelques rangées de fortes soies, connues sous le nom de macrochètes. Les notopleures possèdent 2 soies bien développées (macrochètes notopleuraux) et les sternopleures ont 2 ou 3 macrochès sternopleuraux en position 1:1 ou 2:1, caractéristiques de la famille. Le macrochète posthuméral est situé latéralement par rapport au macrochète présutural.

## Biologie
Les Calliphoridae ont des biologies très variées : elles sont en majorité nécrophages, coprophages ou détritiphages, parfois prédatrices ou parasitoïdes d'escargots (le genre Melanomya Rondani) ou de vers de terre (des espèces des genres Bellardia, Onesia et Pollenia).
Les Calliphoridae sont habituellement les tout premiers insectes parvenant au contact d’un cadavre où va se dérouler le développement de leurs stades larvaires, devançant les larves de Sarcophagidae, Muscidae ou celles d’autres familles nécrophages.
Les femelles sont anautogènes, c’est-à-dire qu’elles ont besoin pour amener leurs œufs à maturité d’un apport de protéines qu’elles trouvent dans la consommation de cadavres. Les œufs sont blancs ou jaunes de 0,6 à 1,5 mm de long ayant un peu l’aspect d’un grain de riz. La femelle pond en général 150 à 200 œufs par ponte et autour de 2 000 tout au long de sa vie
La majorité des espèces sont ovipares mais quelques-unes sont vivipares.
Cette famille est riche de plus de 1 500 espèces. Deux cent vingt huit espèces ont été recensées dans la région néotropicale et 113 en Europe.

## Importance médicale et vétérinaire
Certaines espèces sont des parasites « myasigènes » facultatifs ou obligatoires, c'est-à-dire que leurs larves se développent aux dépens de tissus vivants de l'hôte vertébré, dont l'homme. Citons Cordylobia anthropophaga (ver de Cayor) dont les infestations sont fréquentes en Afrique et se retrouvent en Europe chez les voyageurs en provenance d'Afrique. Auchmeromyia senegalensis (ver des cases) sévit en Afrique subsaharienne, provoquant des myiases hématophages. Cochliomyia hominivorax s'attaque au bétail ainsi qu'aux chevaux, moutons, chèvres, porcs, chiens mais également aux hommes. Chrysomya bezziana est un parasite obligatoire des mammifères, les larves se développant au niveau des blessures. 
L'une des espèces de cette famille, Lucilia sericata, est utilisée traditionnellement et depuis quelques années par la médecine classique pour soigner les plaies au moyen de ses asticots (asticothérapie) ; mais il ne faut pas la confondre avec d'autres membres de la même famille qui peuvent consommer la chair vivante (ex. : Lucilia bufonivora).

### Cordylobia anthropophaga
Le « ver de Cayor »  ou Cordylobia anthropophaga est un parasite obligatoire de la peau en formant des furoncles à l’origine des « myiases furonculeuses ». Il parasite essentiellement le chien et l'homme, mais également le chat, le rat et le singe. Il sévit uniquement en Afrique subsaharienne.

### Cochliomyia hominivorax
Cochliomyia hominivorax est une « mouche à viande » parasite obligatoire des mammifères et plus rarement des oiseaux. Sa répartition est strictement restreinte au Nouveau Monde.
Les femelles ne pondent pas sur des cadavres, mais sur des individus vivants, au niveau des plaies ou des orifices naturels.

### Liste des genres et espèces myiasigènes
Liste d'espèces qui provoquent des myiases, c'est-à-dire des troubles dus à la présence de larves de diptère parasites dans un corps vivant, humain ou animal.
- Auchmeromyia
  - Auchmeromyia senegalensis (synonyme = A. luteola)
- Booponus
  - Booponus aldrichi Senior-White, 1940
  - Booponus borealis Rohdendorf, 1959
  - Booponus indicus (Austen, 1930)
  - Booponus inexspectatus (Grunin, 1947)
  - Booponus intonsus
  - Booponus malayana
- Calliphora
  - Calliphora vicina Robineau-Desvoidy, 1830 (mouche bleue)
  - Calliphora vomitoria
- Cochliomyia
  - Cochliomyia hominivorax
  - Cochliomyia macellaria
- Cordylobia
  - Cordylobia anthropophaga
  - Cordylobia rodhaini (en)
- Chrysomya
  - Chrysomya bezziana
  - Chrysomya albiceps
  - Chrysomya rufifacies
  - Chrysomya megacephala
  - Chrysomya varipes
- Lucilia
  - Lucilia cuprina
  - Lucilia sericata
- Pachycheromyia
- Phormia
  - Phormia regina
- Protocalliphora
- Protophormia
  - Protophormia terraenovae
- Wohlfahrtia
  - Wohlfahrtia magnifica
  - Wohlfahrtia vigil

## Classifications
La taxinomie des Calliphoridae fait l'objet d'études controversées. Elle diffère donc considérablement selon les sources consultées.

### Liste des sous-familles sur ITIS
Selon ITIS (15 mai 2010) :
- sous-famille Calliphorinae
- sous-famille Chrysomyiinae

### Liste des sous-familles et tribus sur NCBI
Selon NCBI (20 janv. 2011) :
- sous-famille Auchmeromyiinae
- sous-famille Calliphorinae
- sous-famille Chrysomyinae
  - tribu Chrysomyini
  - tribu Phormini
- sous-famille Helicoboscinae
- sous-famille Luciliinae
- sous-famille Mesembrinellinae
- sous-famille Polleniinae
- sous-famille Rhiniinae
- sous-famille Toxotarsinae

### Liste des genres les plus connus au niveau mondial
- Abago Grunin 1966
- Acronesia Hall 1948
- Adichosina Villeneuve 1934
- Aldrichina Townsend 1934
- Alikangiella Villeneuve 1927
- Amenia Robineau-Desvoidy 1830
- Angioneura Brauer & Bergenstamm 1893
- Anthracomya Rondani 1856
- Aphyssura Hardy 1940
- Auchmeromyia Brauer & Bergenstamm 1891
- Bellardia Robineau-Desvoidy 1863
- Bequaertiana Curran 1929
- Blepharicnema Macquart 1843
- Booponus Aldrich 1923
- Borbororhina Townsend 1917
- Boreellus Aldrich & Shannon 1923
- Britea Curran 1927
- Bufolucilia Townsend 1919
- Bushrhina Lehrer 2007
- Caiusa Surcouf 1919
- Calliphora Robineau-Desvoidy 1830
- Catapicephala Macquart 1851
- Cephenomyia Latreille 1818
- Ceylnomyia Fan 1965
- Chlororhina Townsend 1917
- Chrysomyia Robineau-Desvoidy 1830
- Chloroprocta Wulp 1896
- Cochliomyia Townsend 1915
- Compsomyiops Townsend 1918
- Cordylobia Gruenberg 1903
- Cosmina Robineau-Desvoidy 1830
- Cyanus Hall 1948
- Cynomya Robineau-Desvoidy 1830
- Cynomyimima Rohdendorf 1924
- Dexopollenia Townsend 1917
- Diprodexia Séguy 1935
- Eggisops Rondani 1862
- Ethioporhina Lehrer 2007
- Fainia Zumpt 1958
- Gymnadichosia Villeneuve 1927
- Hemigymnochaeta Corti 1895
- Hemipyrellia Townsend 1918
- Hypopygiopsis Townsend 1916
- Idiella Brauer & Bergenstamm 1889
- Idiopsis Brauer & Bergenstamm 1889
- Isomyia Walker 1860
- Kenia Malloch 1927
- Lomwerhina Lehrer 2007
- Lucilia Robineau-Desvoidy 1830
- Melinda ERobineau-Desvoidy 1830
- Melanodexia Williston 1893
- Melanomya Rondani 1856
- Metallea Wulp 1880
- Metalliopsis Townsend 1919
- Neocordylobia Villeneuve 1929
- Nesodexia Villeneuve 1911
- Nitellia Robineau-Desvody 1830
- Ochromelinda Villeneuve 1915
- Ochromyia Macquart 1835
- Onesia Robineau-Desvoidy 1830
- Onesihoplisa Villeneuve 1926
- Onesiomima Rohdendorf 1962
- Pachychoeromyia Villeneuve 1920
- Paradichosia Senior-White 1923
- Pericallimyia Villeneuve 1915
- Perisiella Zumpt 1958
- Peristasisea Villeneuve 1934
- Pharyngomyia Schiner 1861
- Phormia Robineau-Desvoidy 1830
- Phormiata Grunin 1971
- Phumosia Robiineau-Desvoidy 1830
- Polleniopsis Townsend 1917
- Pollenia Robineau-Desvoidy 1830
- Pollenomyia Séguy 1935
- Protocalliphora Hough 1899
- Protophormia Townsend 1908
- Pseudonesia Villeneuve 1924
- Rhinia Robineau-Desvoidy 1830
- Rhyncomya Robineau-Desvoidy 1830
- Silbomyia Macquart 1843
- Stasisia Surcouf 1914
- Stegosoma Loew 1863
- Steringomyia Pokorny 1889
- Stomorhina Rondani 1861
- Strongyloneura Bigot 1886
- Tainanina Villeneuve 1926
- Thairhna Lehrer 2007
- Triceratopyga Rohdendorf 1931
- Trichoberia Townsend 1932
- Tricyclea Wulp 1884
- Tricycleala Villeneuve 1937
- Tricycleopsis Villeneuve 1927
- Trypocalliphora Peus 1960
- Vanemdenia Peris 1954
- Villeneuviella Austen 1914
- Zernyiella Zumpt 1956
- Zumba Peris 1957
- Xanthotryxus Aldrich 1930

## Publication originale
- (en) Garry de N. Hough, « Some North American genera of the dipterous group, Calliphorinae Girschner », Entomological news, and proceedings of the Entomological Section of the Academy of Natural Sciences of Philadelphia, Philadelphie, Inconnu, vol. 10,‎ 1899, p. 62-66 (OCLC 1568007, lire en ligne).